# 君權級戰艦
君权级战列舰（英語：Royal Sovereign-class）是英国皇家海军于19世纪80年代建造的八艘前无畏舰的船级。早期，这些军舰在地中海舰队，本土舰队和海峡舰队中服役，有时常常担任旗舰。1896年，英国因詹姆森袭击事件跟德国关系紧张时，有几艘该级战舰被派往飞行中队服役，以防备对英国的侵袭。1897年希土战争爆发时，三艘该级战舰被派往国际中队，执行干预希腊本土基督徒对奥斯曼帝国的叛乱的任务。
1905年至1907年间，君权级战列舰的几艘舰船被认为已经过时，并被降为后备役，从1911年开始，这些战列舰开始被当做废品出售，印度女皇号在1913年在炮击训练中作为靶船被击沉，而胡德号在1911年安装了首批防雷鼓包，以评估水下保护，之后在第一次世界大战爆发后不久的1914年8月，她作为封锁用船舶被拆除。唯一幸存下来的是复仇号，1915年，她被改名为“可怕号”，同年晚些时候，她被改造成一艘宿舍船，直至战后被当做废品出售。

## 背景

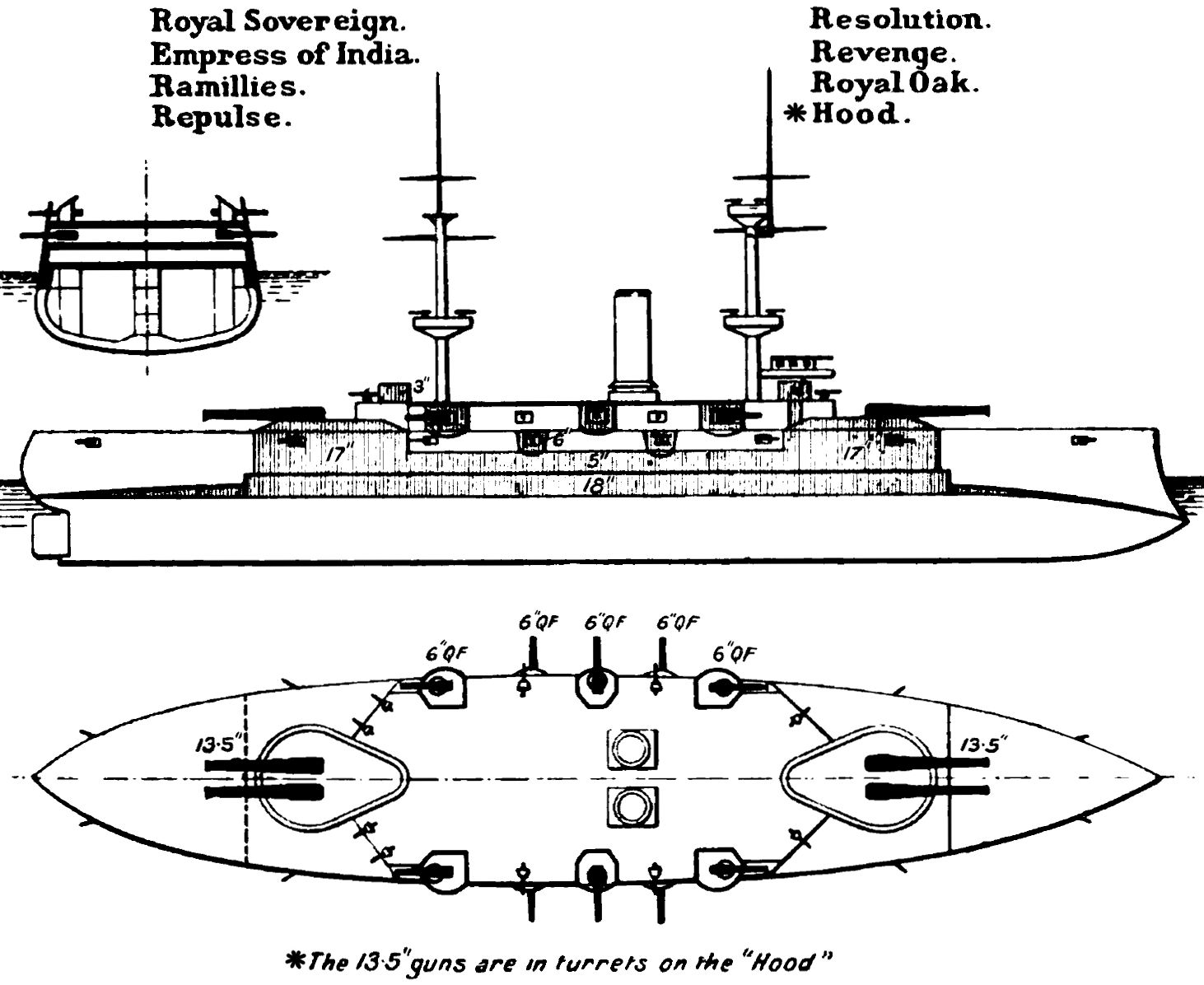
1906年《布拉西海军年鉴》描绘的君权级战列舰的右立面图（左上）、甲板平面图（下）与船体剖面图（中）

在19世纪80年代末，英国政府面临着对皇家海军进行现代化改造和扩充舰船的压力。无论是1885年的潘杰德事件期间与俄罗斯的战争恐慌，还是在1888年的一次舰队演习中，封锁舰队未能成功遏制港口的袭击船只都显露出了皇家海军的不足。在对法战争中的舰船数量更显示出了皇家海军与别国海军的差距，再加上如威廉·托马斯·斯特德等有影响力的记者的揭露，皇家海军的弱点一览无余。

### 书目
- Friedman, Norman. . Maryland: Naval Institute Press. ISBN 978-1-68247-329-0.